# Gettnau
Gettnau es una comuna suiza del cantón de Lucerna, situada en el distrito de Willisau. Limita al norte con la comuna de Ohmstal, al noreste con Schötz, al este con Alberswil, al sur con Willisau, y al oeste con Zell.